# Jürgen Prochnow
Jürgen Prochnow ([ˈjʏʁ.ɡn ̩ˈpʁɔx.noː], ) (Berlino, 10 giugno 1941) è un attore tedesco.
Divenne noto grazie al celebre film tedesco U-Boot 96 e in seguito proseguì la sua carriera a Hollywood.

## Biografia
Dopo aver iniziato la sua carriera in Germania, dove ha recitato in Il caso Katharina Blum (1975), è assurto alla notorietà internazionale con il film di guerra U-Boot 96 (1981). Da quel momento Hollywood si è accorta di lui e ne ha sfruttato le doti di attore caratterista, impegnandolo in special modo in ruoli di personaggi autorevoli e, talora, come antagonista dell'eroe di turno. In particolare vanno segnalate le sue interpretazioni in La fortezza (1983), Dune (1984), Beverly Hills Cop II - Un piedipiatti a Beverly Hills II (1987), Robin Hood - La leggenda (1991), Fuoco cammina con me (1992), Il seme della follia (1994), Dredd - La legge sono io (1995) e La profezia di Celestino (2006).

### Vita privata
Fratello dell'ex attore Dieter Prochnow, si è sposato tre volte: dal 1982 al 1998 con l'attrice Isabel Goslar, da cui ha avuto i figli Roman e Mona; dal 2004 al 2014 è stato sposato con l'attrice Birgit Stein. Dal 2015 è sposato con Verena Wengler. Aveva anche un'altra figlia, Joanna, nata da una precedente relazione e morta nel 1987.

## Filmografia parziale

### Cinema
- La tenerezza del lupo (Die Zärtlichkeit der Wölfe), regia di Ulli Lommel (1973)
- Il caso Katharina Blum (Die verlorene Ehre der Katharina Blum), regia di Volker Schlöndorff, Margarethe von Trotta (1975)
- U-Boot 96 (Das Boot), regia di Wolfgang Petersen (1981)
- Ritorno dall'inferno (Love Is Forever), regia di Hall Bartlett (1982)
- La fortezza (The Keep), regia di Michael Mann (1983)
- Dune, regia di David Lynch (1984)
- Beverly Hills Cop II - Un piedipiatti a Beverly Hills II (Beverly Hills Cop 2), regia di Tony Scott (1987)
- La settima profezia (The Seventh Sign), regia di Carl Schultz (1988)
- Un'arida stagione bianca (A Dry White Season), regia di Euzhan Palcy (1989)
- La quarta guerra (The Fourth War), regia di John Frankenheimer (1990)
- Fuoco cammina con me (Twin Peaks: Fire Walk with Me), regia di David Lynch (1992)
- Body of Evidence, regia di Uli Edel (1993)
- Aquila rossa (Lie Down with Lions), regia di Jim Goddard (1994)
- Il seme della follia (In the Mouth of Madness), regia di John Carpenter (1994)
- Dredd - La legge sono io (Judge Dredd), regia di Danny Cannon (1995)
- Il paziente inglese (The English Patient), regia di Anthony Minghella (1996)
- Air Force One, regia di Wolfgang Petersen (1997)
- Costretti ad uccidere (The Replacement Killers), regia di Antoine Fuqua (1998)
- Wing Commander - Attacco alla Terra (Wing Commander), regia di Chris Roberts (1999)
- Last Run, regia di Anthony Hickox (2001)
- Dark Asylum - Il trucidatore (Dark Asylum) regia di Gregory Gieras (2001)
- Ripper - Lettera dall'inferno (Ripper), regia di John Eyres (2001)
- Baltic Storm, regia di Reuben Leder (2003)
- House of the Dead, regia di Uwe Boll (2003)
- La profezia di Celestino, regia di Armand Mastroianni (2006)
- Il codice da Vinci (The Da Vinci Code), regia di Ron Howard (2006)
- Paura primordiale (Primeval), regia di Michael Katleman (2007)
- Merlino e la battaglia dei draghi (Merlin and the War of the Dragons), regia di Mark Atkins (2008)
- Bad Cop - Polizia violenta (Sinners & Saints), regia di William Kaufman (2010)
- Company of Heroes, regia di Don Michael Paul (2013)
- Remember, regia di Atom Egoyan (2015)
- Hitman: Agent 47, regia di Aleksander Bach (2015)
- L'ultimo viaggio (Leanders letzte Reise), regia di Nick Baker-Monteys (2017)
- La vita nascosta - Hidden Life (A Hidden Life), regia di Terrence Malick (2019)
- The Last Rifleman - Ritorno in Normandia (The Last Rifleman), regia di Terry Loane (2023)

### Televisione
- Robin Hood - La leggenda (Robin Hood), regia di John Irvin – film TV (1991)
- Sorellina e il principe del sogno, regia di Lamberto Bava – film TV (1996)
- Ester (Esther), regia di Raffaele Mertes – film TV (1999)
- Padre Pio, regia di Carlo Carlei - miniserie TV (2000)
- 24 – serie TV, 7 episodi (2010)

## Doppiatori italiani
Nelle versioni in italiano delle opere in cui ha recitato, Jurgen Prochnow è stato doppiato da:
- Romano Malaspina in Beverly Hills Cop II - Un piedipiatti a Beverly Hills II, Il paziente inglese, Dark Asylum - Il trucidatore
- Luca Biagini in La settima profezia, Padre Pio
- Michele Gammino in U-Boot 96 (director's cut), Ester
- Rodolfo Bianchi in La fortezza, L'ultimo viaggio
- Sergio Di Stefano in La quarta guerra, Dredd - La legge sono io
- Michele Kalamera in Sorellina e il principe del sogno, 24
- Adalberto Maria Merli in Robin Hood - La leggenda
- Bruno Alessandro in Remember
- Dario Penne in Costretti ad uccidere
- Fabrizio Pucci ne Il seme della follia
- Francesco Vairano ne Il codice da Vinci
- Silvano Piccardi in La profezia di Celestino
- Franco Zucca in Paura primordiale
- Gino La Monica in Dune
- Luca Ward in Baltic Storm
- Luciano De Ambrosis in U-Boot 96 (versione cinematografica)
- Mario Cordova in Un'arida stagione bianca
- Paolo Marchese in NCIS: Los Angeles (ep. 2x09-10)
- Giuliano Santi in NCIS: Los Angeles (ep. 6x04)
- Paolo Buglioni in Luck
- Pasquale Anselmo in Wing Commander - Attacco alla Terra
- Stefano De Sando in Ripper - Lettera dall'Inferno
- Roberto Draghetti in House of the dead
- Saverio Moriones in Last Run